# 仙后星
仙后星（160 Una）是第160顆被人類發現的小行星，位于火星和木星之間的小行星帶。其體積頗大，較爲原始，並且顔色深黑。
該小行星以史詩《仙后》中的角色烏娜（Una）命名。
| 前一小行星： 小行星159 | 小行星列表 | 後一小行星： 小行星161 |